# Manuel Zeferino
Manuel Zeferino Ramos (* 23. Juli 1960 in Navais) ist ein ehemaliger portugiesischer Radrennfahrer und Sportlicher Leiter.

## Sportliche Laufbahn
1975 begann Zeferino mit dem Radsport. Als Amateur siegte er in der Portugal-Rundfahrt für Amateure 1982 (ein Etappensieg) und im Grande Prémio Jornal de Notícias. Sein bedeutendster Erfolg war der Sieg in der für Amateure und Profis ausgetragenen Portugal-Rundfahrt 1981 mit zwei Etappenerfolgen. 1984 wurde er Zweiter, 1982 Dritter der Landesrundfahrt. 1984, 1985, 1986, 1989 und 1990 gewann er jeweils eine Etappe. 1982 gewann er das Etappenrennen Grande Prémio Jornal de Notícias mit einem Etappensieg vor Luis Texeira. Den Grande Premio Costa Azul gewann er 1984. 1983 wurde er 66. in der Internationalen Friedensfahrt.
Von 1984 bis 1992 fuhr er als Berufsfahrer. 1988 gewann er Grande Prémio Jornal Crescend, 1989 den Grande Prémio Correio da Manhã. 
In der Volta ao Alentejo 1983 belegte Zeferino den 2. Platz, 1986 gewann er die Rundfahrt. 1984 bestritt er die Tour de France und kam auf den 94. Platz. Die Vuelta a España fuhr er zweimal. 1985 wurde er 95., 1987 schied er aus. 1988 fuhr er die Brasilien-Rundfahrt. 

## Berufliches
Nach seiner sportlichen Karriere war er als Sportlicher Leiter in den Radsportteams Recer-Boavista, Maia-Milaneza und LA-MSS tätig. 2008 zog er sich aus dem Radsport zurück.